# Cryptopimpla brevis
Cryptopimpla brevis là một loài tò vò trong họ Ichneumonidae.